# Diocesi di Orreomargo
La diocesi di Orreomargo (in latino Dioecesis Horreomargensis) è una sede soppressa e sede titolare della Chiesa cattolica.

## Storia
Orreomargo, identificabile con Tjupriya (o Cubriya) nei pressi di Jagodina nell'odierna Serbia, è un'antica sede vescovile della provincia romana della Mesia Prima (o Superiore) nella diocesi civile di Dacia, suffraganea dell'arcidiocesi di Viminacio.
Michel Le Quien, nella sua opera Oriens Christianus, non distingue Orreomargo dalla sede di Margo. Unico vescovo documentato è Zosimo, che prese parte al concilio di Sardica, celebratosi tra il 343 e il 344.
Dal 1933 Orreomargo è annoverata tra le sedi vescovili titolari della Chiesa cattolica; dal 22 marzo 2011 il vescovo titolare è Donald Francis Hanchon, già vescovo ausiliare di Detroit.

## Cronotassi

### Vescovi residenti
- Zosimo † (menzionato nel 343/344)

### Vescovi titolari
- Zbigniew Józef Kraszewski † (17 novembre 1970 - 4 aprile 2004 deceduto)
- Joseph Patrick McFadden † (8 giugno 2004 - 22 giugno 2010 nominato vescovo di Harrisburg)
- Donald Francis Hanchon, dal 22 marzo 2011